# Embolização de aneurisma cerebral

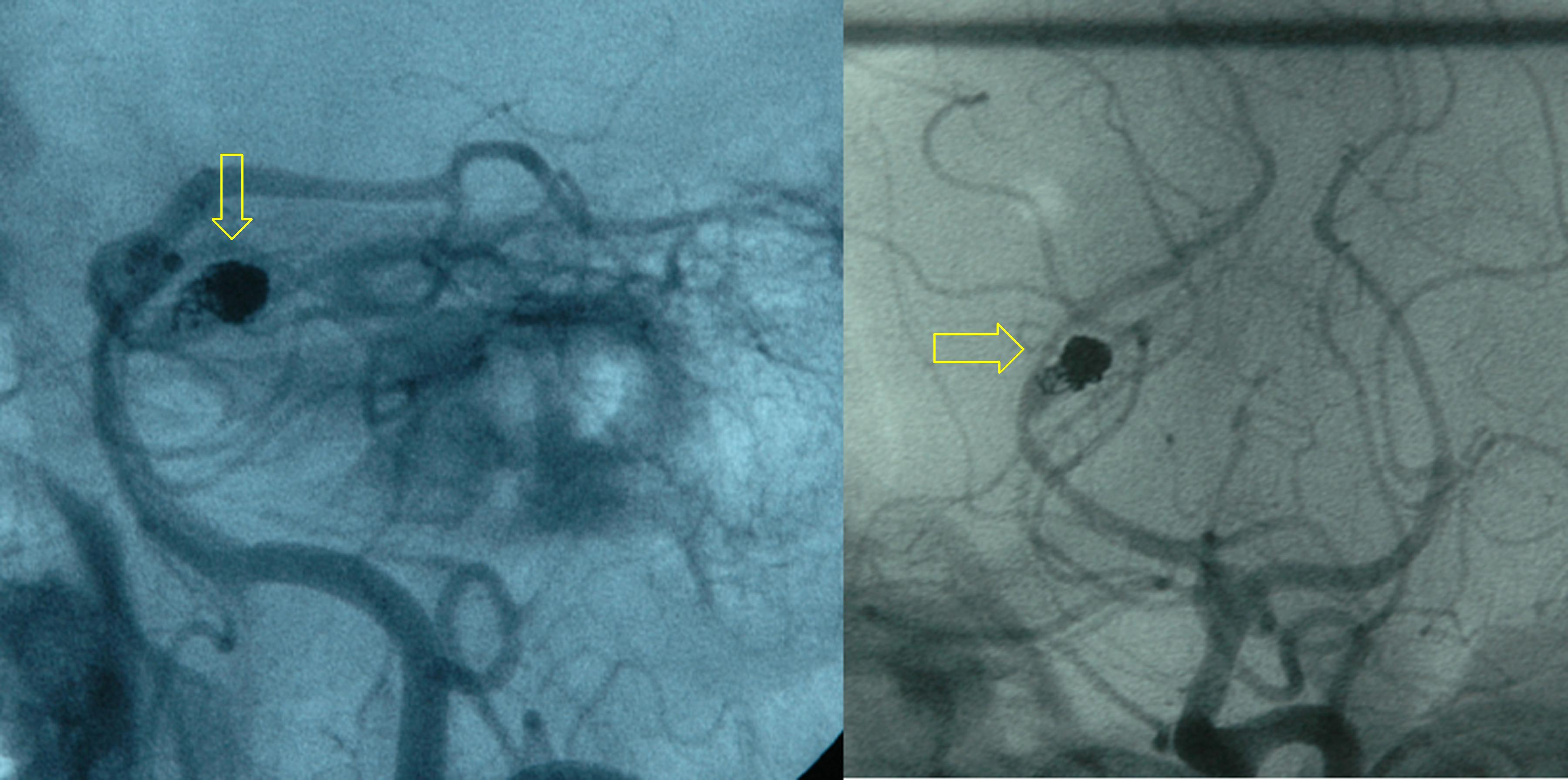
Arteriografia pós-embolização mostrando aneurisma embolizado (indicado por setas amarelas) da artéria cerebral posterior, com um saco aneurismal residual.

Embolização de aneurisma cerebral é um tratamento endovascular de aneurismas intracranianos. O procedimento diminui a circulação de sangue para dentro do aneurisma através da inserção, por um médico, de fios neurocirúrgicos destacáveis de platina no espaço do aneurisma, até que seja determinado que o fluxo de sangue não está mais adentrando no aneurisma. Este é um dos dois principais tratamentos para aneurismas cerebrais, assim como a clipagem cirúrgica.

## História
A embolização endovascular foi desenvolvida através da união de uma série de inovações que ocorreram entre as décadas de 1970 e 1990 na área de eletrônica, neurocirurgia e radiologia intervencionista. Enquanto o procedimento tem sido e continua a ser comparado com a clipagem cirúrgica, o desenvolvimento do conceito e técnica resultou em ele se tornar o padrão ouro, em muitos centros médicos.

### Preenchimento do compartimento intravascular
A primeira técnica documentada de utilização de molas de metais para induzir a trombose foi realizada por Mullan, em 1974. Micro-molas de cobre foram inseridas em um aneurisma gigante externamente através de punção da parede do aneurisma, após uma craniotomia. Cinco pacientes morreram, com dez tendo um progresso satisfatório. Esta técnica não ganhou popularidade devido aos equipamentos especializados necessários, além de ser inadequada para muitos tipos de aneurismas. Posteriormente, em 1980, técnicas semelhantes foram desenvolvidos por Alksne e Smith usando ferro suspenso no metil metacrilato em um conjunto limitado de pacientes. Não houve mortes em 22 casos consecutivos, com baixa morbidade. Esta técnica também não ganhou força em virtude de avanços no procedimento de clipagem.

### Abordagens endovasculares
Como forma de evitar métodos invasivos, as intervenções endovasculares começaram a utilizar cateteres de balão, de forma destacável e não destacável para oclusão do aneurisma preservando a artéria-mãe. Apesar da abordagem inovadora, os aneurismas frequentemente se adaptavam à forma do balão em si, resultando em maior incidentes de ruptura. Este procedimento foi considerado "incontrolável", devido a sua alta morbidade e mortalidade, mas demonstrou que a abordagem endovascular foi viável para muitos aneurismas. Molas endovasculares seriam utilizadas em 1989, por Hilal et al., mas com uma estrutura que não oferecia controle, impedindo o completo preenchimento do aneurisma. Sistemas com guias microcontroláveis foram usados mais tarde.

### Sistema de molas destacáveis
Em 1983, o uso de trombose induzida por eletricidade foi descrita pela primeira vez. Um eletrodo de aço inoxidável fornece uma corrente positiva ao aneurisma para estimular eletrotrombose. Uma oclusão mínima foi alcançada, mas os pesquisadores descobriram que a erosão do eletrodo devido à eletrólise seria útil como um sistema de desprendimento. As molas destacáveis foram construídas a partir de uma bobina de platina soldada a um fio de posicionamento de aço inoxidável, descritas pela primeira vez em 1991 por Guglielmi et al. Quando combinado com um sistema de fio de microguia controlável, várias molas podem ser inseridas para preencher completamente um aneurisma.

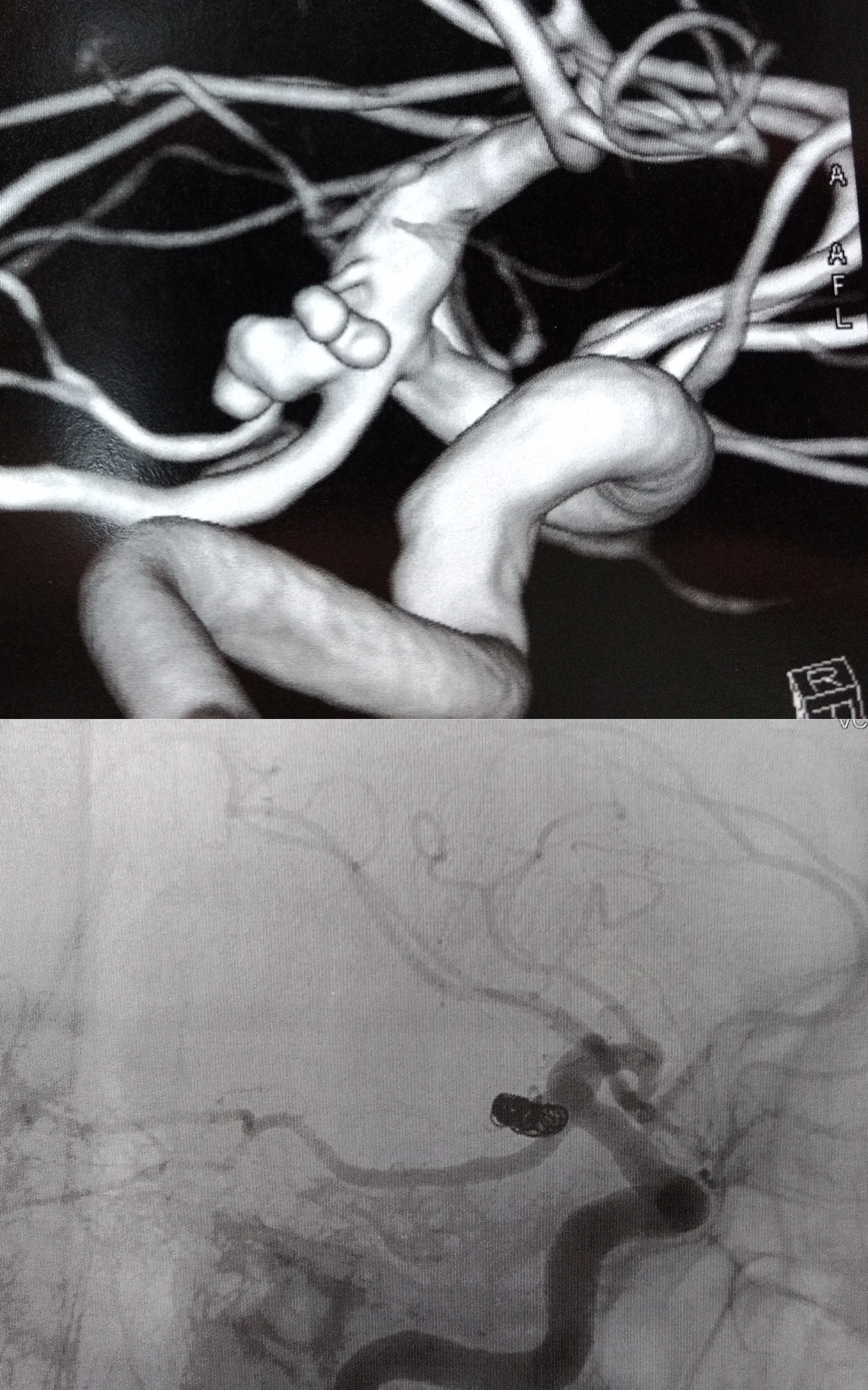
Embolização de Aneurisma Cerebral. Acima: pré-operatório. Abaixo: após colocação de molas destacáveis de Guglielmi e stent diversor de fluxo

## Indicações
A embolização endovascular é costumeiramente utilizada para tratar aneurismas cerebrais. O objetivo principal é a prevenção da ruptura de aneurismas não rotos e a prevenção do ressangramento em aneurismas rompidos, impedindo a circulação sanguínea de entrar no espaço do aneurisma. Clinicamente, recomenda-se que a densidade da embolização seja de 20 a 30% ou mais do volume do aneurisma, geralmente exigindo a implantação de múltiplos fios. Maiores volumes podem ser difíceis de se manipular, em função da delicada natureza do aneurisma; as taxas de ruptura intraoperatória atingem 7,6% para este procedimento. Em aneurismas rompidos, a embolização é realizada rapidamente após a ruptura devido ao alto risco de nova hemorragia nas primeiras semanas após a ruptura inicial. Os pacientes mais aptos para a embolização endovascular são aqueles com aneurismas de colo pequeno (de preferência <4 mm), diâmetro luminal <25 mm e aqueles que são distintos do vaso primário. Aneurismas maiores estão sujeitos a compactação das molas, em função da menor densidade de embolização (são necessárias mais molas) e aumento do fluxo sanguíneo. A compactação das molas torna-as inadequadas, pois são incapazes de deter o fluxo sanguíneo. No entanto, avanços tecnológicos tem possibilitado a embolização de muitos tipos de aneurismas.

## Mecanismo
O tratamento funciona promovendo a coagulação do sangue (trombose) no aneurisma, eventualmente excluindo-o do fluxo sanguíneo. Isto é conseguido diminuindo a quantidade de fluxo sanguíneo que entra no aneurisma, aumentando o tempo de permanência do sangue (reduzindo assim a velocidade) no espaço do aneurisma e reforçando a parede do aneurisma. Esta alteração no fluxo sanguíneo, ou hemodinâmica, depende, em última instância, de vários fatores, incluindo:
- tipo de aneurisma (diretamente na artéria-mãe ou em uma bifurcação de uma artéria)
- posição do aneurisma (ângulo relativo do aneurisma em relação à aproximação do fluxo sanguíneo)
- densidade de embalagem da mola
- ângulo da curvatura do vaso primário
- tamanho do colo do aneurisma[8][11][9]

Embora esses fatores sejam cruciais para o sucesso do procedimento, a trombose, em última instância, é dependente de processos biológicos, com a embolização apenas fornecendo as condições apropriadas para que o processo ocorra, tendo-se a esperança da oclusão do aneurisma.

## Procedimento

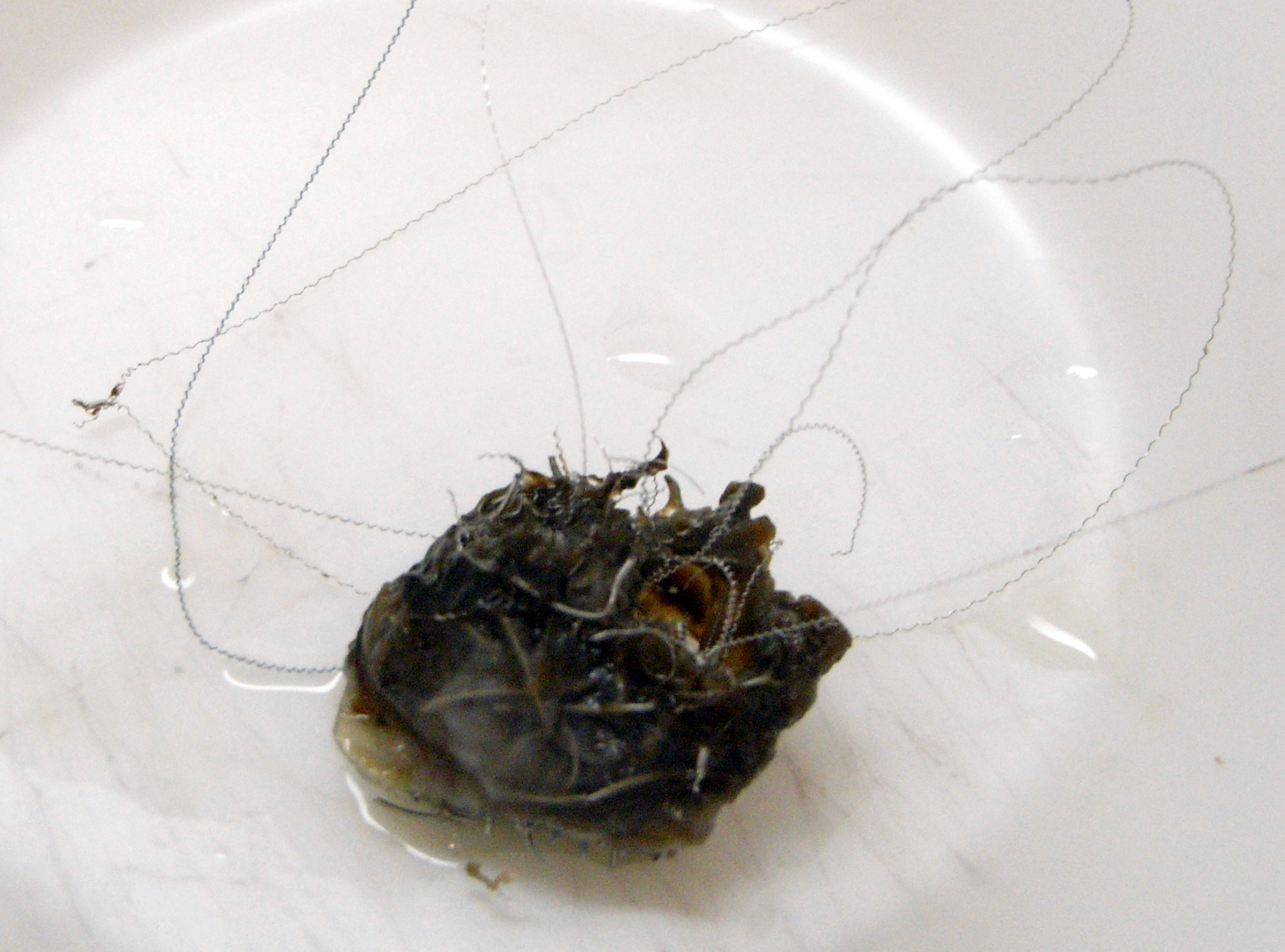
Aneurisma de artéria cerebral média dissecado preenchido com múltiplas molas.

A embolização endovascular é geralmente realizada por um neurorradiologista intervencionista, com o paciente sob anestesia geral. Todo o procedimento é realizado sob orientação de imagem fluoroscópica (angiografia). Um cateter de guia é inserido através da artéria femoral e avançado para um local próximo ao aneurisma, após o qual a angiografia é realizada para localizar e avaliar o aneurisma. Depois disso, um microcateter é posicionado no aneurisma.
O tratamento utiliza molas destacáveis feitas de platina, que são inseridas no aneurisma usando o microcateter. Existe uma variedade de molas, incluindo as molas destacáveis de Guglielmi (GDC), que são malhas de platina revestidas com um biopolímero e hidrogel. Essas micro-molas também estão disponíveis em uma variedade de diâmetros, comprimentos e secções transversais. Uma mola é inserida primeiramente ao longo da parede do aneurisma para criar um quadro, com o núcleo sendo preenchido com mais bobinas. Uma série de molas progressivamente menores também podem ser usadas. O sucesso é determinado pela injeção de contraste na artéria-mãe e qualitativamente determinando se o corante está fluindo no espaço do aneurisma durante a fluoroscopia. Se nenhum fluxo for observado, o procedimento é considerado finalizado.
Para aneurismas não rotos de colo largo, um stent diversor de fluxo pode ser utilizado em conjunto com a embolização, com maiores chances de sucesso.

## Resultados
Uma série de estudos questionaram a eficácia da embolização endovascular, comparando com a clipagem cirúrgica mais tradicional. A maioria das preocupações envolve a possibilidade de sangramentos posteriores ou nova recanalização. Em virtude de sua natureza menos invasiva, a embolização endovascular geralmente apresenta tempos de recuperação mais rápidos do que a clipagem, com um estudo encontrando uma diminuição significativa na probabilidade de morte ou sequelas em comparação com um conjunto de pacientes que realizaram a clipagem de aneurisma. As taxas de complicação para embolização são também geralmente inferiores às da microcirurgia (11,7% e 17,6% para embolização e microcirurgia, respectivamente). Apesar disso, as taxas de ruptura interoperacional para a embolização foram documentadas com índices de até 7,6%. Os resultados clínicos são semelhantes em um acompanhamento de dois meses e um ano entre embolização e neurocirurgia.
As taxas de recorrência reportadas são bastante variadas, com taxas entre 20-50% de aneurismas recorrentes dentro de um ano da embolização e aumentando com o tempo Esses resultados são semelhantes aos relatados anteriormente por outros grupos endovasculares. Outros estudos questionaram se as novas malhas das molas funcionam melhor do que as molas com apenas platina.

### International Subarachnoid Aneurysm Trial
O Teste Internacional de Aneurisma Subaracnóideo (International Subarachnoid Aneurysm Trial, ou ISAT), foi um grande teste clínico que avaliou a eficácia da embolização endovascular frente ao procedimento microcirúrgico tradicional. O estudo inicialmente encontrou resultados muito favoráveis para embolização, porém seus resultados e metodologia foram criticados. Desde o lançamento do estudo em 2002, e novamente em 2005, alguns estudos encontraram maiores taxas de recorrência com embolização, enquanto outros concluíram que não existe um consenso claro entre o procedimento preferido.

## Riscos e complicações
Os riscos da embolização endovascular incluem acidente vascular cerebral, ruptura do aneurisma durante o procedimento e recorrência do aneurisma e ruptura após o procedimento. Além disso, em alguns pacientes, a embolização pode não ser bem sucedida. Em geral, a embolização só é realizada quando o risco de ruptura do aneurisma é maior do que os riscos do próprio procedimento.
Semelhante aos pacientes que experimentam procedimentos neurocirúrgicos, a embolização resulta em um aumento no gasto de energia em repouso, embora com uma taxa ligeiramente reduzida do que sua contrapartida de neurocirurgia. Isso pode levar à desnutrição se não forem tomadas medidas para compensar o aumento da taxa metabólica.

## Pesquisas e tendências futuras

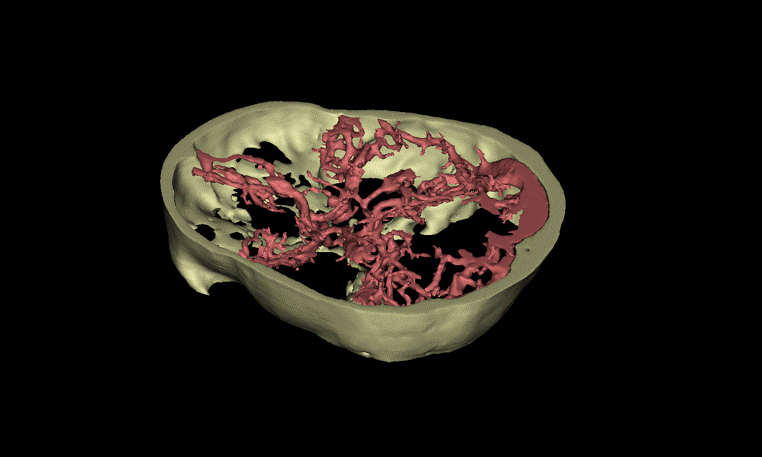
Uma reconstrução 3D do círculo de Willis com uma angiotomografia.

Dada a complexidade da modelagem vascular, muita pesquisa tem sido dedicada à modelagem da hemodinâmica de um aneurisma antes e depois de uma intervenção. Técnicas como a velocimetria de imagem de partículas (PIV) e a análise computacional de dinâmica de fluídos / elementos finitos (CFD / FEA) produziram resultados que influenciaram a direção das pesquisas, mas nenhum modelo até hoje foi capaz de explicar todos os fatores presentes. As vantagens do método de pesquisa com simulação computacional incluem a flexibilidade de seleção de variáveis, mas um estudo comparativo descobriu que as simulações tendem a resultados com excesso de ênfase em comparação com PIV, e são mais propensas a tendências do que a valores exatos.
As imagens médicas, particularmente a angiografia por tomografia computadorizada, podem ser usadas para gerar reconstruções 3D da anatomia específica do paciente. Quando combinado com CFD / FEA, a hemodinâmica pode ser estimada em simulações específicas do paciente, dando ao clínico ferramentas preditivas maiores para planejamento cirúrgico e avaliação de resultados para promover melhor a formação de trombo. No entanto, a maioria dos modelos de computador usa muitos pressupostos de simplificação, incluindo paredes rígidas (não elásticas) para vasculatura, substituindo um meio poroso em lugar de representações de molas físicas e equações de Navier-Stokes para comportamento de fluido. No entanto, novos modelos preditivos estão sendo desenvolvidos à medida que o poder computacional aumenta, incluindo algoritmos para simulações de comportamento de molas in vivo.